# Liste des frappes de drones dans l'émirat islamique d'Afghanistan
 (septembre 2021).
Après le retour des talibans au pouvoir en Afghanistan et la proclamation de leur intention de rétablir l'émirat islamique d'Afghanistan après la chute de Kaboul en août 2021, il y a eu deux frappes de drones connues contre le pays. À la suite des frappes aériennes, il y a eu au moins 12 morts et un blessé dans l'émirat islamique d'Afghanistan.

## Chronologie

### 2021
- 27 août : Les États-Unis lancent une frappe aérienne visant un membre de l'État islamique au Khorassan dans la province de Nangarhar. La cible se trouvait dans un véhicule. Il a été tué aux côtés d'un autre membre de haut niveau, tandis qu'un troisième militant a été blessé. Les deux tués ont été décrits comme un planificateur et un facilitateur. La frappe aérienne a été menée un jour après l'attaque de l'aéroport de Kaboul en 2021, qui a fait plus de 180 morts.
- 29 août : Une frappe aérienne américaine a visé un véhicule transportant un kamikaze présumé de l'État islamique au Khorassan. Au moins 10 personnes ont été tuées au cours de la frappe, dont six enfants. Certaines des personnes tuées travaillaient auparavant pour des organisations internationales et détenaient des visas leur permettant d'entrer aux États-Unis. On rapporte également que d'autres civils ont été tués. La majorité des victimes étaient des résidents de la région.